# Naturschutzgebiet Oberes Oelbachtal

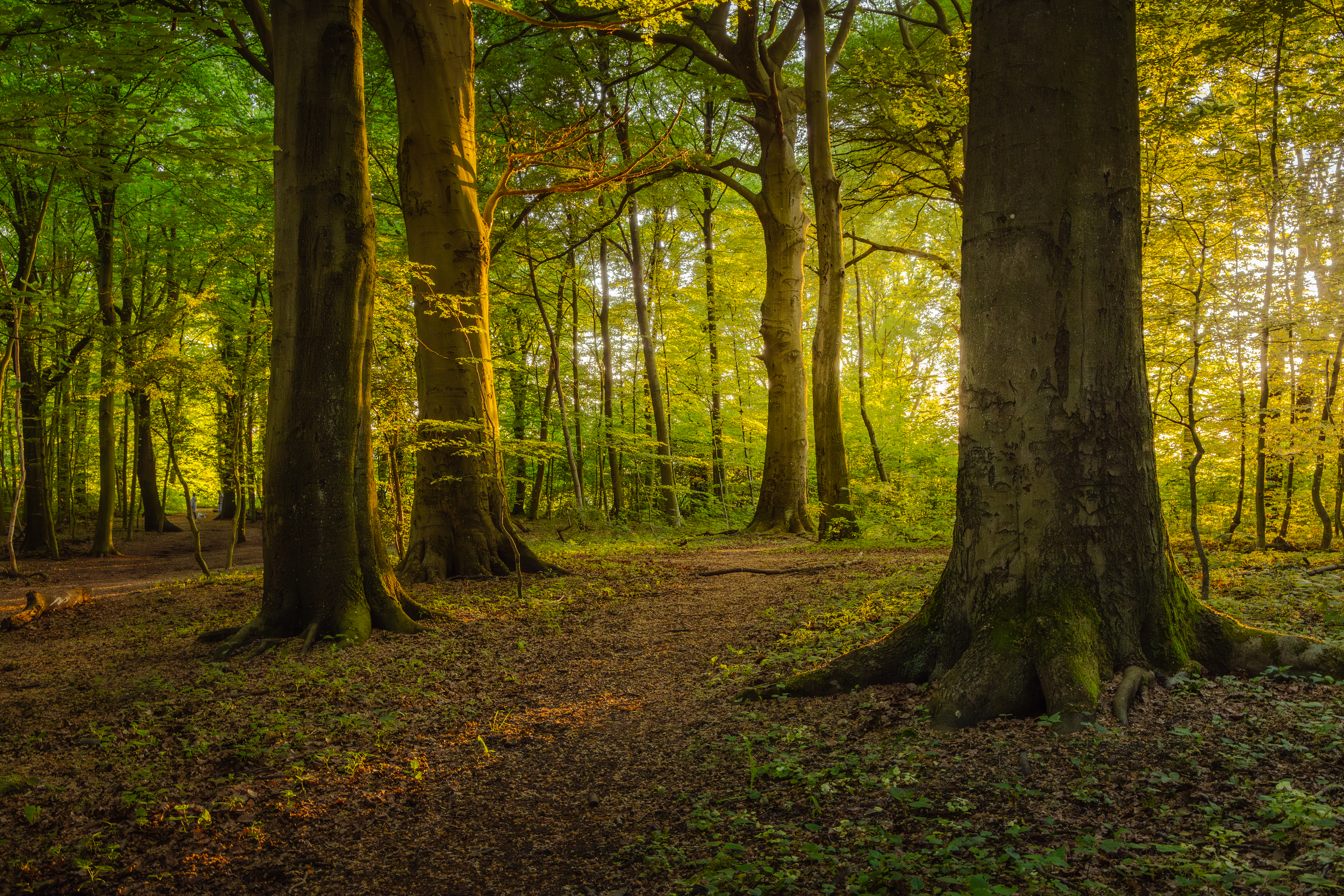
Im Naturschutzgebiet Oberes Oelbachtal

Das Naturschutzgebiet Oberes Oelbachtal ist ein Naturschutzgebiet im Nordosten Bochums. Es umfasst etwa 37 ha und liegt zwischen den Stadtteilen Gerthe und Kirchharpen. Auf Dortmunder Seite schließt direkt das Naturschutzgebiet Oelbachtal an.
Das Naturschutzgebiet ist umgeben von Landschaftsschutzgebieten, die landwirtschaftlich genutzt werden. Kernstück ist der Harpener Bach, der auch Bövinghauser Bach oder Ölbach genannt wird. Er ist teilweise in Betonhalbschalen gefasst, die Pläne zur Renaturierung liegen aber bereits vor. In den Bach münden teils naturnahe, teils begradigte oder verrohrte Bäche aus den Seitensiepen. Besonders wertvoll im Bachtal sind die großflächigen Schilfröhrichte und Hochstaudenbereiche, die eine besondere Bedeutung als Vogelbrutgebiet haben. Als weitere Biotope findet man Laubwälder und einige angelegte, temporäre Stillgewässer. Im Berghofer Holz im Süden liegt der sogenannte Badeteich, der ganzjährig Wasser führt. Das Baden darin ist aber unter anderem wegen des Schutzes der Wasservögel heute verboten. Das beliebte Naherholungsgebiet für Bochumer und Dortmunder Bürger ist einem hohen Besucherdruck ausgesetzt. Zahlreiche freilaufende Hunde stören die bodenbrütenden Vogelarten im Ölbachtal.
Bei einer Untersuchung der Artenvielfalt im Bövinghauser Bachtal im Jahr 2007, die auch das NSG Ölbachtal auf Dortmunder Gebiet miteinbezog, wurden in einem Zeitraum von 24 Stunden 787 Pflanzen-, Tier- und Pilzarten festgestellt, von denen 33 in der Roten Liste der gefährdeten Arten Nordrhein-Westfalens geführt werden.